# Charles H. Dyer
Charles H. Dyer (* 25. Februar 1952) ist ein US-amerikanischer Theologe und Dekan des Moody Bible Institute in Indiana. Dort hat er auch die Funktion des „Senior Vice President of Education“.
Dyer ist Experte für die Geschichte des Nahen Ostens und hat Artikel und Bücher über die Ereignisse aus diesem Gebiet der Welt geschrieben.

## Schriften
- mit Stanley A. Ellisen: Wem gehört das Land? Die wirklichen Ursachen des Nahost-Konflikts. CLV, Bielefeld 2005, ISBN 3-89397-972-7.
- mit Angela Hunt: Der Golfkrieg und das neue Babylon. Aus dem Amerikanischen von Christian Rendel. Schulte und Gerth. Asslar 1991, ISBN 3-89437-160-9.